# Parafia św. Stanisława Biskupa Męczennika w Siennej
Parafia św. Stanisława w Siennej – parafia rzymskokatolicka, znajdująca się w diecezji tarnowskiej, w dekanacie Nowy Sącz Centrum.